# سیارک ۲۱۶۵۳
سیارک ۲۱۶۵۳ (به انگلیسی: 21653 Davidwang، نامگذاری:1999OH3) بیست و یک هزار و ششصد و پنجاه و سومین سیارک کشف شده‌است که در ۲۲ ژوئیه ۱۹۹۹ کشف شد.
قدر مطلق سیارک برابر ۲۳.۴ است.